# Croada Popular
La Croada Popular va ser una explosió de fervor que va portar a molts no combatents cap al camí de Jerusalem després de la crida a croada del Papa Urbà II el 1095. L'expedició, composta inicialment de 40.000 croats, dels que només 20.000 van arribar al final per acabar sent massacrats en la batalla de Civitot el 20 d'octubre 1096. En aquell moment hi va haver diverses croades populars, la Croada dels pastors, la Croada dels nens i un altre el 1291 causant la caiguda de Sant Joan d'Acre.

## Context i desenvolupament

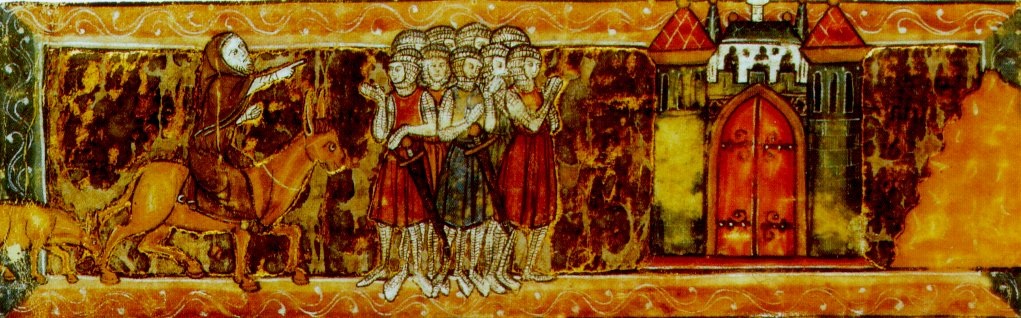
Pere l'Ermità, Romanç del Cavaller del Cigne, il·luminació de 1270

Pere l'Ermità va recórrer el país arengant les gents perquè anessin a la croada per alliberar Terra Santa, com una mena de penitència pels pecats comesos. Va començar la seva predicació al Berry, continuant a Orleans, la Xampanya, Lorena i la Renània. En arribar a Colònia, la seva eloqüència havia desvetllat l'entusiasme de milers de cristians (uns 15.000 homes) que, al crit de Deus le volt, van emprendre la marxa al maig de 1096, conduïts pel cavaller Gautier Sans-Avoir, i arribaren a Constantinoble a la fi de juliol; mentrestant, Pere continuà predicant per ciutats alemanyes i, a mesura que la multitud avançava, més persones s'hi anaven incorporant en el camí.
A banda de la crida papal, Pere introduïa a la seva predicació elements antisemítics, obtenint dels jueus, per tal d'evitar la crida a la persecució, ajuts i finançament per a la croada, i la reforma dels costums cristians. Després de predicar a Alemanya, va marxar cap a Constantinoble amb un estol d'uns 12.000 homes, anant per Hongria i vorejant el Danubi. Va reunir una bigarrada multitud de 100.000 persones, entre homes, dones i nens.
La majoria no tenia armes, altres s'havien portat les eines, estris de la casa i bestiar, com si es tractés d'un curt viatge. Van travessar Alemanya, Hongria i els Balcans, creient sempre que la ciutat propera seria ja Jerusalem. Arran de la compra de queviures, part de l'estol es revoltà a Selim, prop de la frontera entre Hongria i l'Imperi Romà d'Orient, i la vila fou presa a l'assalt i quatre mil habitants van morir-hi. Abans que les tropes del rei hongarès hi arribessin, els «croats» ja havien entrat en terres romanes. Temerosos, els habitants de Belgrad van evacuar la ciutat, que va ésser saquejada pels croats; aquest i altres actuacions similars demostren que Pere l'Ermità havia perdut el domini de la tropa i no podia controlar-ne les accions. En algunes ciutats van atacar els jueus i les seves propietats: Magúncia fou el lloc de major violencia, amb almenys 1100 jueus assassinats.
Van arribar a Constantinoble, on l'emperador grec Aleix I Comnè els va acollir bé, però quan van començar els problemes a la rodalia de Constantinoble, els va fer travessar el Bòsfor facilitant-los vaixells per al pas del Bòsfor. L'exèrcit de la Croada Popular va desembarcar a Àsia Menor el 6 d'agost de 1096 i va acampar a Hel·lenòpolis al nord-oest de Nicea, en aquell moment capital del sultanat seljúcida de Rûm, on Aleix I havia aconsellat a Pere l'Ermità que acampés per esperar als altres croats que provenien de la resta d'Europa. El jove sultà, Kilij Arslan I, es trobava enmig d'una campanya militar a l'est, lluitant contra l'emirat dels danixmendites. Mentre esperava el principal exèrcit croat, l'exèrcit desorganitzat va començar a atacar els pobles que envoltaven Nicea. El grup d'atacs va tornar sense obstacles moltes vegades amb el seu botí, fins i tot va derrotar en algun moment la guarnició de Nicea quan va intentar aturar-los. Reinald va liderar 6.000 alemanys (lombards i alemans), inclosos 200 cavallers, en incursions similars. Reinald no estava satisfet amb els resultats del saqueig prop de Nicea i va anar més enllà fins a Xerigordos, una fortalesa de quatre dies de marxa cap a l'est, per establir una base de saqueig. El 18 de setembre de 1096, Reinald va derrotar fàcilment la guarnició de Xerigordos. Kilij Arslan va ordenar al seu general, Elchanes, que s'ocupés dels atacs dels croats amb les seves tropes, majoritàriament arquers a cavall, prenent la fortalesa el 29 de setembre.
Els lloctinents de Pere es van impacientar i van decidir seguir la travessa, animats pels botins que aconseguien en el camí. Van marxar cap a Nicea amb un "exèrcit" d'uns 20.000 integrants. Kilij Arslan I va agafar confiança amb la presa de Xerigordos i va enviar el seu exèrcit contra els croats, que Nicea van ser emboscats i aniquilats pels turcs el 21 d'octubre de 1096 en la batalla de Civitot, on dels 25.000 croats només 3.000 van poder-ne escapar, i Pere l'Ermità i un reduït nombre de supervivents van tornar a Constantinoble, on van esperar l'arribada dels cavallers croats. Aquesta altra expedició, resposta a la mateixa convocatòria del papa Urbà II, però organitzada des del punt de vista militar i social per la noblesa de diverses monarquies europees, rep el nom de 'Croada dels prínceps i és la que la historiografia sol anomenar habitualment com Primera Croada, i va aconseguir prendre Jerusalem després del setge de Jerusalem (1099).